# Edith Klestil
Edith Klestil (apellido de soltera, Wielander; Viena, 13 de noviembre de 1932 – Viena, 29 de marzo de 2011) fue una figura política, primera dama de Austria y primera esposa de Thomas Klestil, décimo presidente de Austria.
Edith Klestil nació en Viena, la única hija de un trabajador de correos, Leopold Wielander, y su mujer Rosa. El 8 de junio de 1957 se casó con Thomas Klestil, al que conoció cuando ambos tenían 17 años. Dejó su trabajo para apoyar la carrera de su marido como diplomático y lo acompañó a París y Los Ángeles. Cuando su marido fue designado presidente de Austria en 1992, ella se convirtió en la primera dama del país. Dos años después, Thomas hizo público su relación con Margot Löffler, una diplomática mucho más joven que él. Edith y su marido se separaron en febrero de 1994, y se divorciaron en septiembre de 1998. Thomas se casaría tres meses después.
Cuando Thomas moría el 6 de julio de 2004, Klestil y sus hijos acudieron al funeral en la catedral de San Esteban de Viena. El 4 de marzo de 2011 Klestil anunció que padecía cáncer y pocos días después murió en Viena.